# Karlskoga centrum
Karlskoga centrum utgör den centrala bebyggelsen i Karlskoga och inkluderar flervåningshus, butiker, kontor och kommunala verksamheter. Det sträcker sig längs Badstugatan, Kungsvägen, Värmlandsvägen och Katrinedalsgatan samt sträcker sig i en väst-östlig riktning från Rävåsen till Boåsberget, men exakta gränser kan variera beroende på tolkningar och förändringar över tid. De äldre delarna av centrumet har sitt ursprung i Karlskoga kyrkby, som ursprungligen byggdes vid Rävåskullens branter och Karlskoga kyrka.

## Arkitektur

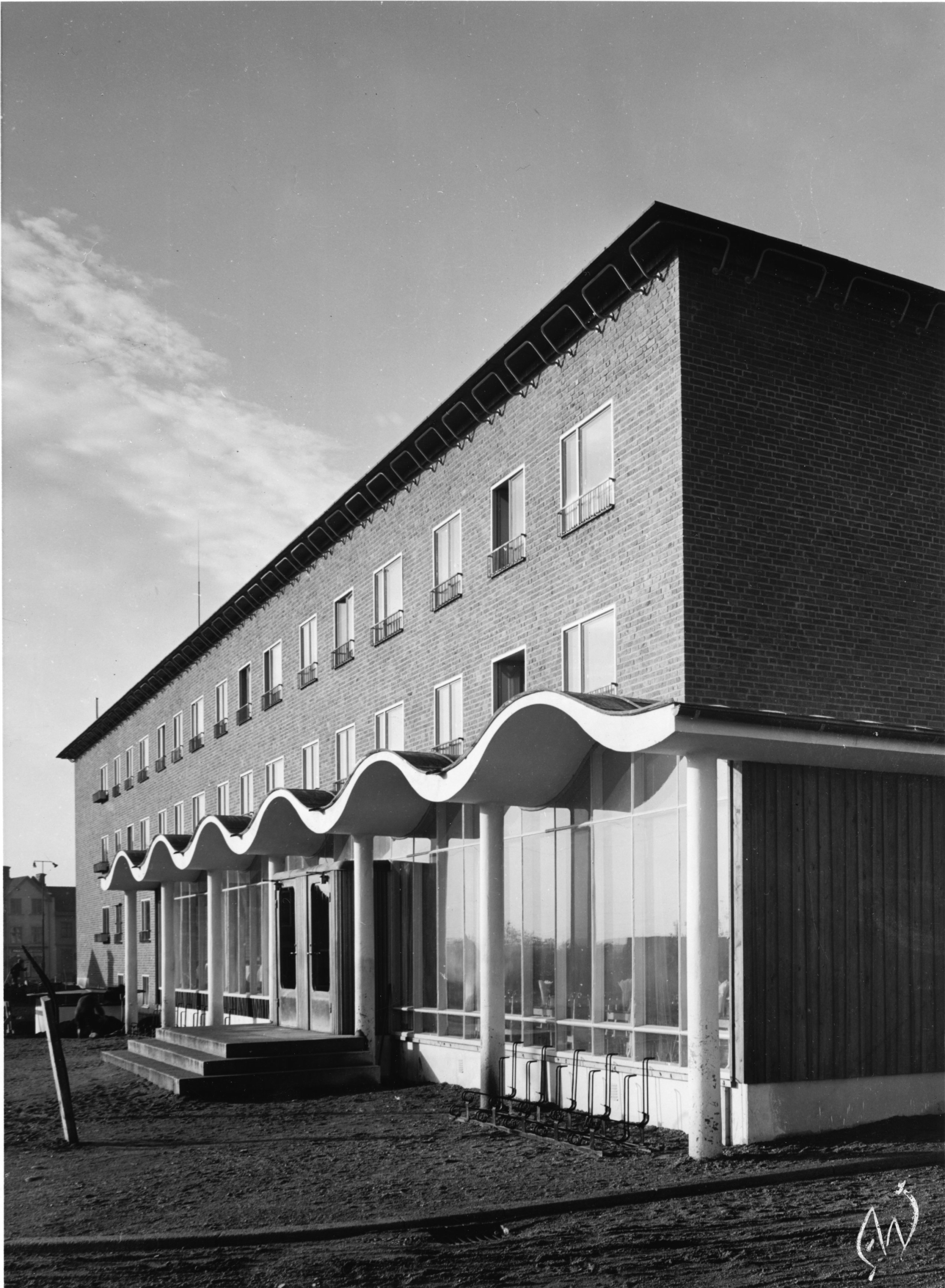
Karlskoga stadshotell, 1962.

Centrumet präglas av en modernistisk design, särskilt efter rivningarna på 1970-talet. Före dessa förändringar hade centrumet en mer traditionell och klassisk utformning, som exempelvis vid Ekmansbacken.

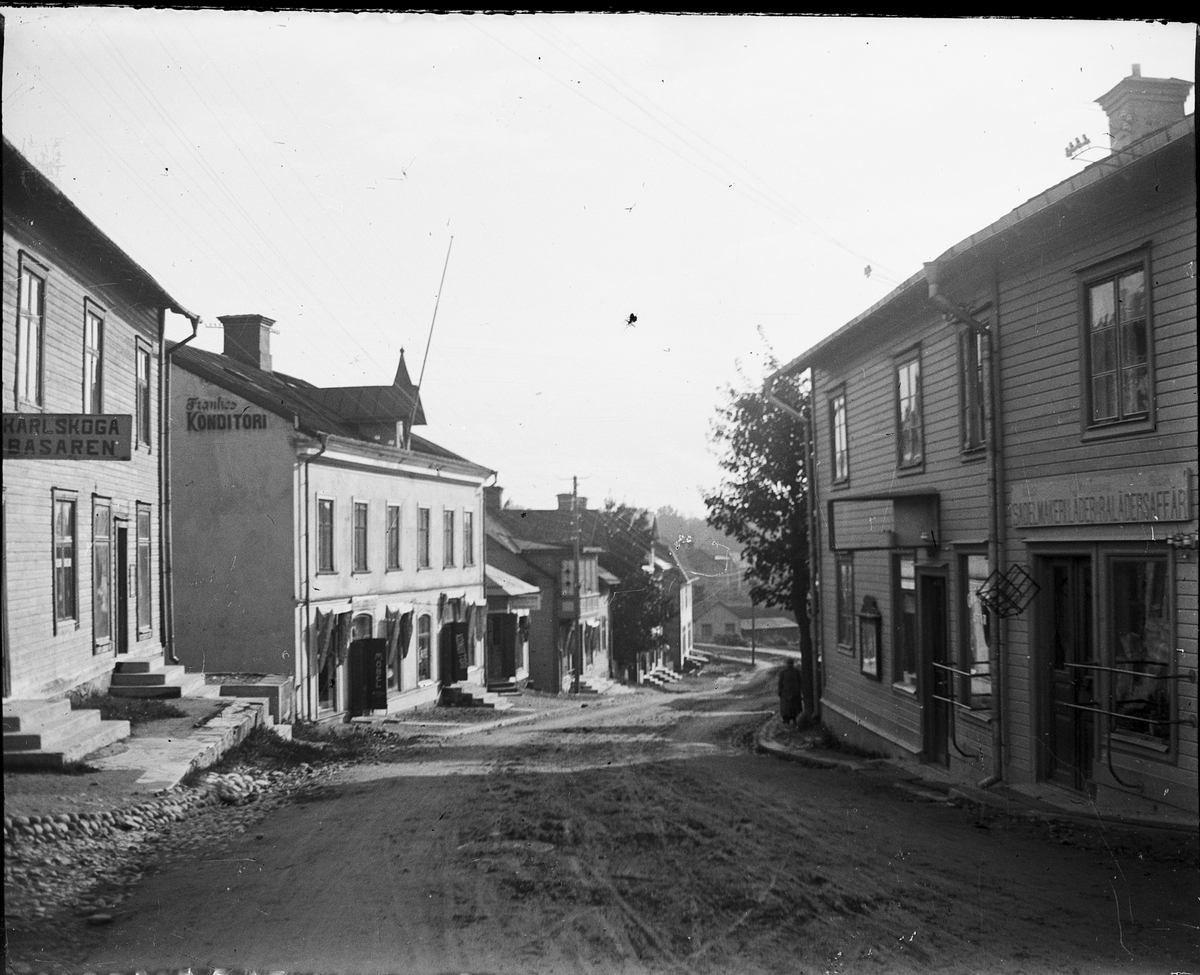
Gatuvy från Ekmansbacken.

Vid Alfred Nobels torg ligger Karlskoga stadshus och stadshotell som är ett byggnadsminne.
När Arkitekturupproret röstade om Sveriges fulaste stadskärna 2018 hamnade Karlskoga på femte plats.

## Utbudet
I Karlskoga centrum fanns tidigare en filial av affärskedjan EPA. Det finns även ett mindre köpcentrum (Kulan) i kvarteret Råkan.